# Klemens Boryczewski
Klemens Boryczewski, né en 1823 à Vilnius et mort le 24 mars 1894 à Paris, est un sculpteur polonais.

## Biographie
Élève de Jelski, il expose au Salon à partir de 1867.
Il est surtout connu pour ses bustes de Descartes, Crémieux, Glais-Bizoin, Dix ou Wyrouboff.
Il meurt à son domicile parisien de la rue de Pondichéry. Il est inhumé le 27 mars au cimetière parisien de Bagneux.

## Œuvres dans les collections publiques
- Villers-Cotterêts, Buste d'Alexandre Dumas père, musée Alexandre Dumas, voir la fiche